# Josefskapelle (Schloss Zeil)

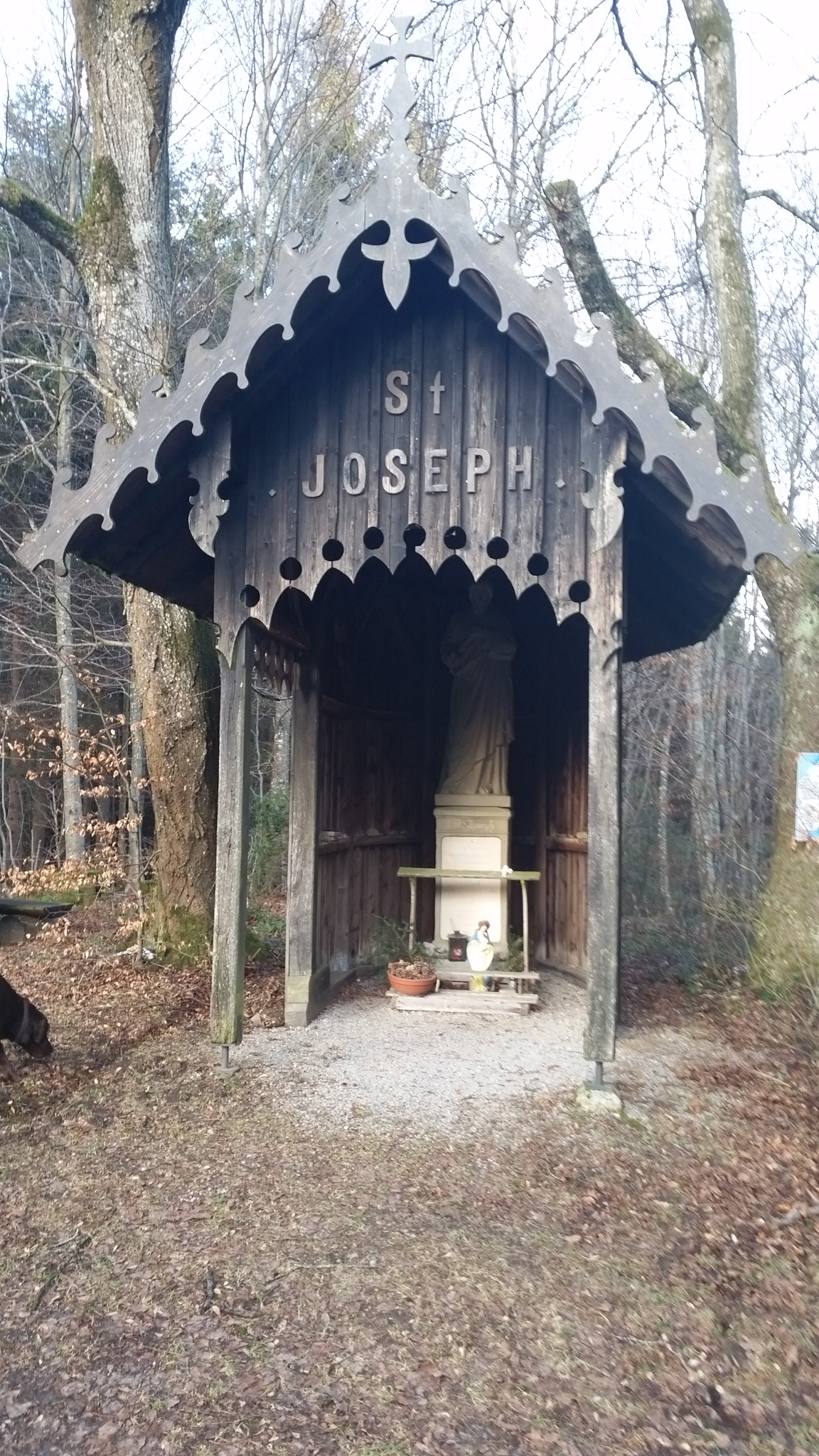
Josefskapelle (2017)

Die Josefskapelle (auch St.-Josephs-Kapelle) ist eine im Jahre 1858 errichtete Holzkapelle auf der Gemarkung Schloss Zeil, einem Gemeindeteil von Leutkirch im Allgäu.

## Beschreibung
Die geostete Kapelle steht ungefähr 1,5 Kilometer nordöstlich der Renaissance-Schlossanlage im gleichnamigen Waldgebiet St. Josef. Entlang des Weges zur Kapelle wurde im Jahre 1960 ein Kreuzweg mit Tonreliefs von Baronin Anna von Wambold angelegt. Die Kapelle ist eine offene Holzkapelle, in deren Mitte eine Figur des Heiligen Josef steht. Vor der Heiligenfigur befindet sich eine Kniebank.
Die Inschrift am Sockel besagt, dass die Figur 1858 von Fürstin Maximiliane von Waldburg-Zeil anlässlich ihrer Silberhochzeit mit Fürst Constantin von Waldburg-Zeil gestiftet wurde.